# Giuseppe Tomasi di Lampedusa

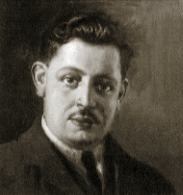
Giuseppe Tomasi di Lampedusa în tinerețe

Giuseppe Tomasi di Lampedusa (Palermo, 23 decembrie 1896 - Roma, 23 iulie 1957) a fost un scriitor sicilian. Este faimos pentru singurul său roman, Il Gattopardo (publicat postum pentru prima dată în 1958, tradus sub titlul Ghepardul), ce se petrece în Sicilia în timpul Unificării Italiei.

## Biografie
Giuseppe Tomasi s-a născut la într-o mare familie nobilă. Este fiul lui Giulio Maria Tomasi și a lui Beatrice Mastrogiovanni Tasca di Cutò. Întreaga sa viață a rămas foarte strâns legat de mediul familial și a evitat să se alăture mediilor literare. A rămas în istoria literaturii italiene drept autor al unui singur roman, Ghepardul. A studiat scriitorii italieni și străini, clasici și moderni, vădind un interes deosebit pentru teoriile lui Freud. În 1943, în cursul unui bombardament a fost distrusă casa familiei sale, moment care a reprezentat și începutul declinului clasei din care făcea parte. 

## Ghepardul
Pe la sfârșitul anului 1954 și în 1955 a început să redacteze romanul Il Gattopardo (Ghepardul), scop în care a cules o serie de descrieri de locuri, persoane și experiențe, practic o bază de date, pe care a publicat-o în 1954 sub titlul Luoghi della mia prima infanzia (Locurile copilăriei mele).
Romanul Il Gattopardo a fost refuzat de editorul Elio Vittorini, fiind publicat postum, în 1958, de Feltrinelli. Cartea a avut un imens succes la public, în special datorită excepționalei transpuneri cinematografice de către regizorul Luchino Visconti, în 1963. Filmul a beneficiat și de o distribuție cu mari actori (Burt Lancaster, Alain Delon, Claudia Cardinale) în rolurile principale.
Romanul Ghepardul urmărește istoria familiei unui nobil din Sicilia, Don Fabrizio Corbera, Principe de Salina, în cursul evenimentelor din perioada cunoscută sub numele de Risorgimento. Cel mai memorabil moment din carte este acela în care Tancredi, nepotul lui Don Fabrizio, încearcă fără succes să îl convingă pe Don Fabrizio să rupă jurământul de credință față de Regatul celor două Sicilii, care se prăbușea, și să se alieze cu dinastia de Savoia, ocazie cu care rostește fraza '"Bisogna cambiare tutto per non cambiare nulla"' (Trebuie să schimbăm totul pentru ca nimic să nu se schimbe).
Fiul adoptiv al lui Giuseppe Tomasi di Lampedusa, Gioacchino Lanza Tomasi, mărturisea despre el că era un „om al tainelor“. Că a fost și a rămas așa, se poate vedea din faptul că nici azi, la aproape cinci decenii de la moartea lui, biografii nu cunosc din viața aristocratului sicilian decât lucruri foarte puține și nesemnificative. 